# Мали шахиста: деца и наглувост
Мали шахиста : деца и наглувост је једна од четири сликовнице објављена у едицији "Посебни пријатељи", аутора Горана Марковића. Књига је објављена у издању "Пчелица издаваштва" из Чачка 2019. године. Аутор илустрација је Алекса Јовановић. 

## О књизи
Као и остале три књиге из едиције ”Посебни пријатељи” осмишљене су са циљем да помогну деци да разумеју и прихвате другове који имају одређене тешкоће у развоју. Све књиге, као и ова, обрађују једну од тема из угла инклузивног образовања. Значај ових књига се огледа у развијању емпатије и толеранције према деци која су само наизглед другачија од својих вршњака.
Књига Мали шахиста : деца и наглувост је богато илустрована и у њој упознајемо кунића Зоју и њеног посебног пријатеља Филипа, који је исти као остала деца, али му чуло слуха није тако развијено као њихово.

## Ликови
- дечак Филип
- кунић Зоја

## Награде
Књига Мали шахиста : деца и наглувост, као и остале три књиге из едиције "Посебни пријатељи" су награђене од Удружења ликовних уметника примењених уметности и дизајнера Србије за најбољу дечју едицију у 2019. години.